# Ринзешть
Ринзешть, Ринзешті (рум. Rânzești) — село у повіті Васлуй в Румунії. Входить до складу комуни Фелчу.
Село розташоване на відстані 252 км на північний схід від Бухареста, 54 км на південний схід від Васлуя, 110 км на південь від Ясс, 88 км на північ від Галаца.

## Населення
За даними перепису населення 2002 року у селі проживали 1158 осіб, усі — румуни. Усі жителі села рідною мовою назвали румунську.